# حادثه قتل با تبر کره‌ای

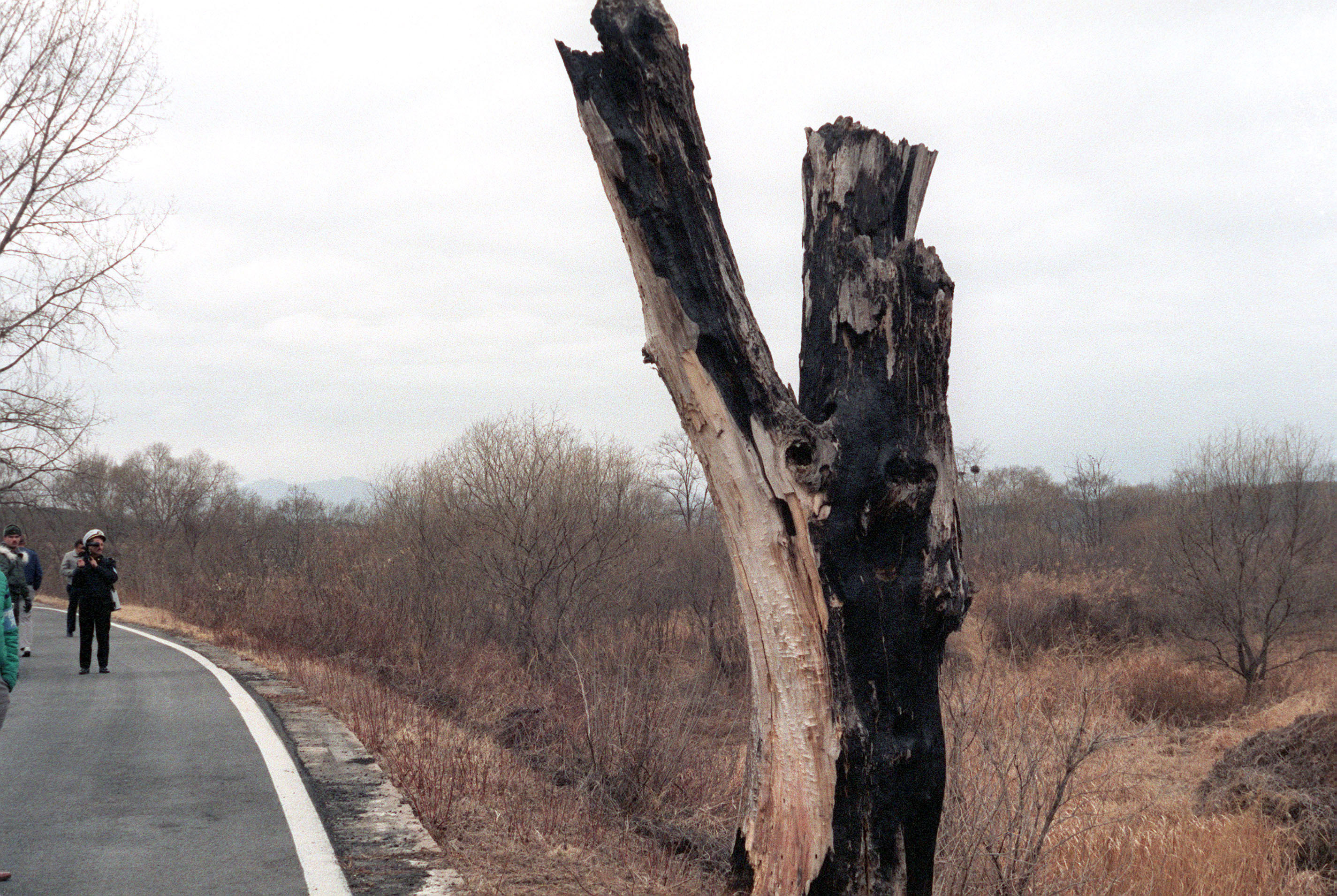
بقایای درختی که هدف حادثه قتل با تبر در سال ۱۹۷۶ بود، همان‌طور که در سال ۱۹۸۴ مشاهده شد. این کنده که به عمد پس از عملیات پل بونیان به حالت ایستاده رها شد، در سال ۱۹۸۷ با یک بنای تاریخی جایگزین شد.

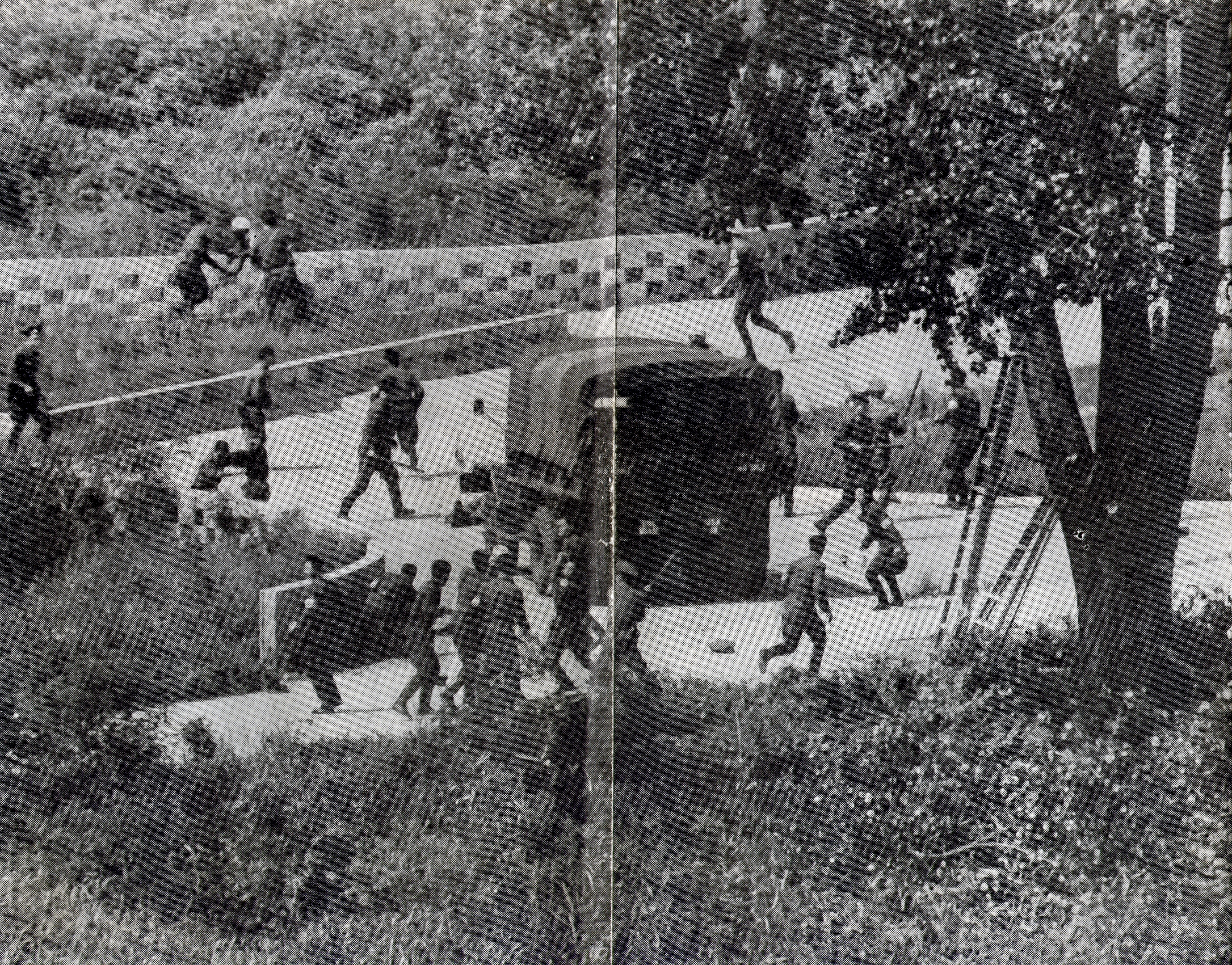
نیروهای کره شمالی و UNC در حمله تبر سال ۱۹۷۶

حادثه قتل با تبر کره‌ای (کره‌ای: 판문점 도끼살인사건; lit. Panmunjom axe murder incident)، که در داخل کشور به عنوان حادثه خشونت‌آمیز تبر Panmunjom نیز شناخته می‌شود (کره‌ای: 판문점 도끼 만행 사건 حادثه کشته شدن دو افسر فرماندهی سازمان ملل، کاپیتان آرتور بونیفاس و ستوان یکم مارک بارت، توسط سربازان کره شمالی در ۱۸ اوت ۱۹۷۶ در منطقه امنیتی مشترک (JSA) در منطقه غیرنظامی کره (DMZ) بود. افسران ارتش ایالات متحده، بخشی از یک مهمانی کاری بودند که درخت صنوبر را در JSA قطع کردند.
سه روز بعد، نیروهای ایالات متحده و کره جنوبی عملیات پل بونیان را آغاز کردند، عملیاتی که درخت را با نمایش قدرت برای ترساندن کره شمالی برای عقب‌نشینی قطع کرد، که این کار نیز انجام شد. سپس کره شمالی مسئولیت قتل‌های قبلی را پذیرفت.
این حادثه به‌طور متناوب به عنوان حادثه دریچه، حادثه درخت صنوبر و حادثه پیرایش درخت نیز شناخته می‌شود.

## پس زمینه
حادثه درخت صنوبر در ۱۸ اوت ۱۹۷۶ میلادی در منطقه‌ای به‌شدت کنترل شدهٔ مرزی میان کره شمالی و کره جنوبی در ناحیه امنیتی مشترک (JSA) واقع در منطقه غیرنظامی کره (DMZ) رخ داد. این منطقه که تحت نظارت سازمان ملل متحد قرار دارد، به‌عنوان حائل دیپلماتیک بین دو کره عمل کرده و یادآور تنش‌های جنگ کره است.
در این روز، نیروهای کره جنوبی و آمریکایی تصمیم گرفتند درخت صنوبر بلندی را هرس کنند که دید در یک پست رصد استراتژیک را مسدود کرده بود. اما این اقدام ساده به‌سرعت به تنشی جدی تبدیل شد. نیروهای کره شمالی مدعی بودند که این درخت توسط کیم ایل سونگ، بنیان‌گذار کره شمالی، کاشته شده و از نظر آن‌ها اهمیت نمادین داشت. هنگامی که سربازان کره شمالی با هرس درخت مواجه شدند، این اقدام را تحریک‌آمیز تلقی کرده و خواستار توقف آن شدند. اما با امتناع سربازان کره جنوبی و آمریکایی، فرمانده نیروهای کره شمالی دستور حمله صادر کرد: «آنها را بکشید.» ظرف چند لحظه، دو افسر آمریکایی به نام‌های آرتور بونیفاس و مارک بارت هدف حملات قرار گرفتند. بونیفاس در محل با ضربه تبر کشته شد و بارت نیز پس از جراحات سنگین جان باخت. این حادثه توسط ناظران سازمان ملل ضبط شد و تصاویر آن به‌طور گسترده منتشر شد، که خشم بین‌المللی را برانگیخت.
این حادثه واکنش‌های شدیدی را به‌ویژه در ایالات متحده به همراه داشت. افکار عمومی آمریکا خواستار پاسخی قاطع بودند. هنری کیسینجر، وزیر خارجه وقت، پیشنهاد حمله هوایی را مطرح کرد، اما جرالد فورد، رئیس‌جمهوری وقت آمریکا، تصمیم گرفت پاسخی استراتژیک‌تر اتخاذ کند. به این ترتیب، عملیات «پل بونیان» طراحی و اجرا شد. نام «پل بونیان» (Paul Bunyan) ریشه در فرهنگ شفاهی چوب‌بران آمریکای شمالی دارد. در واقع مطابق با داستان‌هایی که در آمریکای شمالی سینه به سینه منتقل می‌شوند، پل بونیان یک چوب‌بر غول پیکر و قهرمان فولکلور ایالات متحده آمریکا و کانادا است و حتی مجسمه‌هایی از او در سراسر آمریکای شمالی یافت می‌شود.
در ۲۱ اوت ۱۹۷۶، سه روز پس از حادثه، عملیات پل بونیان با هدف قطع درخت صنوبر آغاز شد. این عملیات به‌طور نمادین قدرت نظامی آمریکا و کره جنوبی را به نمایش گذاشت. نیروهای آمریکایی و کره جنوبی با پشتیبانی بمب‌افکن‌های B-52، یک ناو هواپیمابر، و دیگر تجهیزات سنگین نظامی وارد عمل شدند. درخت طی ۴۲ دقیقه قطع شد، در حالی که سربازان کره شمالی بدون مداخله، تنها نظاره‌گر بودند.
این عملیات به‌وضوح نشان‌دهنده عزم آمریکا برای مقاومت در برابر تحریکات کره شمالی بود. در پی این حادثه، کره شمالی پیامی حاوی ابراز تأسف ارسال کرد، هرچند مسئولیت مستقیم حمله را بر عهده نگرفت. بعدها در سال ۱۹۸۷، کندهٔ این درخت برداشته شد و در محل آن یادبودی برای آرتور بونیفاس و مارک بارت نصب گردید. حادثه درخت صنوبر یکی از نمونه‌های بارز تنش‌های میان دو کره است که نشان می‌دهد چگونه یک رویداد به‌ظاهر کوچک می‌تواند به بحرانی بین‌المللی تبدیل شود.

## در ادامه مطلب
- Colonel Conrad A. DeLateur, USMC (March 1987). "Murder at Panmunjom: The role of the theatre commander in crisis resolution" (PDF). Nautilus Institute (PDF). United States Department of State, Foreign Service Institute. Archived from the original (PDF) on March 5, 2012.